# Comité des cinquante
Le comité des cinquante (Fünfzigerausschuss en allemand) est une commission permanente du pré-parlement de Francfort qui siège du 4 avril 1848 au 16 mai 1848.
Il permet de faire la transition vers le parlement de Francfort et sert de représentation auprès du Bundestag de la confédération germanique.
Son nom vient du nombre de ses membres.
Sa mission selon la définition donnée par le pré-parlement est :
« d'inviter l'assemblée fédérale, à trouver des accords avec elle jusqu'à l'entrée en fonction de l'assemblée constituante [...] De conseiller de manière indépendante l'assemblée fédérale jusqu'à l'entrée en fonction de l'assemblée constituante, et de lui transmettre les motions nécessaires
[...] En cas de danger pour la patrie, la présente assemblée doit être immédiatement convoquer de nouveau [...]
afin d'influence les gouvernements en faveur de la prise au plus vite des armes de la population dans tous les pays allemand. »

## Liste de membres
- Victor Franz von Andrian-Werburg (de)
- Karl Biedermann
- Cajetan von Bissingen-Nippenburg
- Robert Blum
- Moriz Adolph Briegleb (de)
- Josef Brunck (de)
- Carl Philipp Cetto (de)
- Peter Dewes (de)
- Franz Xaver Dieringer (de)
- Franz Drinkwelder (de)
- Gottfried Eisenmann (de)
- Gottlieb Wilhelm Freudentheil (de)
- Jacob Gülich (de)
- Johann Gustav Heckscher
- Joseph Carl Franz Xaver Heide (de)
- August Hergenhahn
- Johann Adam von Itzstein
- Johann Jacoby
- Carl Heinrich Jürgens (de)
- Johann Friedrich Kierulff (de)
- Georg Friedrich Kolb
- Wilhelm Friedrich Christian Gustav Krafft (de)
- Ignaz Kuranda (de)
- Karl Mathy
- Carl Mittermaier
- Eugen Megerle von Mühlfeld (de) (1810–1868)
- Wilhelm Heinrich Murschel
- Heinrich Carl Alexander Pagenstecher (de)
- Guido Pattai (de)
- Adolph Xaver Paur (de)
- Johann Aloys Perthaler (1816–1862)
- Friedrich August Prinzinger
- Conrad von Rappard (de)
- Franz Raveaux
- Jacob Ludwig Theodor Reh
- Emil Adolf Roßmäßler
- Maximilian Heinrich Rüder
- Johann Jacob Scheließnigg
- Ernst Schilling (de)
- Rudolf Schleiden (de)
- Nicolaus Schmitt (de) (1806–1860)
- Albert Schott (de)
- Gustav Franz Xaver von Schreiner (de)
- Franz Schuselka (de)
- Ludwig Schwarzenberg (de)
- Gustav Karl Wilhelm Siemens (de)
- August Heinrich Simon
- Ludwig Simon (de)
- Alexander von Soiron
- Carl Alexander Spatz (de)
- Karl von Stedman (de) (1804–1882)
- Karl von Stremayr
- Jodocus Stülz (de)
- Wilhelm Erdmann Florian von Thielau (de)
- Jacob Venedey
- Carl Vogt
- Georg Ludwig von Wedemeyer (de)
- Adolph Wiesner (de)
- Karl Wilhelm Wippermann
- Christian Friedrich Wurm (de) (1803–1859)
- Heinrich Albert Zachariä (de)